# Свечников, Евгений Игоревич
Евге́ний И́горевич Све́чников (род. 31 октября 1996, Южно-Сахалинск) — российский хоккеист, правый крайний нападающий. Старший брат хоккеиста Андрея Свечникова.

## Карьера
Родился в Южно-Сахалинске (по собственным словам — в Нефтегорске). После землетрясения, уничтожившего Нефтегорск, в котором погибли дед и бабушка, с родителями переехал в Барнаул. Здесь начал заниматься хоккеем, первый тренер Владимир Николаевич Николаев. В 12 лет оказался в подмосковном «Олимпийце». С 2011 года в системе хоккейного клуба «Ак Барс». В 2012 году участвовал в зимних юношеских Олимпийских играх. Участник юниорских чемпионатов мира 2013 и 2014 года. Серебряный призёр молодёжного чемпионата мира 2016 года.
На драфте НХЛ 2015 года был задрафтован «Детройт Ред Уингз» в 1-м раунде под общим 19-м номером.
3 апреля 2017 года дебютировал в НХЛ в составе «Детройта» в матче с «Оттавой Сенаторз» и отметился победным буллитом.
Играя за фарм-клуб «Детройта» в АХЛ, «Гранд-Рапидс Гриффинс», в сезоне 2016/17 стал обладателем Кубка Колдера. При этом в финальной серии, выигранной «Гриффинс» у фарм-клуба «Тампы-Бэй» «Сиракьюз Кранч» в 6 матчах, набрал лишь 1 очко, забив гол в большинстве во 2 матче.
Сезон 2017/18 вновь начал в «Гранд-Рапидсе». В основной состав «Детройта» был вызван лишь в начале марта, а 20 марта в матче против «Филадельфии» забил первый гол в НХЛ.
Перед началом регулярного чемпионата 2018/19 получил тяжёлую травму колена и выбыл до конца сезона.
В июле 2022 года после окончания контракта с «Виннипег Джетс» стал неограниченно свободным агентом. В начале сентября 2022 года подписал однолетний контракт с «Сан-Хосе Шаркс» на 750 тыс. долларов. 14 октября 2022 года в матче против команды своего младшего брата Андрея «Каролины Харрикейнз» (1:2) забросил свою первую шайбу за «Шаркс». Андрей в этом матче сделал результативную передачу. Всего в сезоне 2022/23 сыграл 59 матчей за «Шаркс» и набрал 14 очков (8+6).
По итогам сезона 2022/23 не получил квалификационного предложения от «Сан-Хосе Шаркс» и продолжил карьеру в казанском «Ак Барсе», с которым заключил двухгодичный контракт на 85 млн рублей. В сезоне КХЛ-2023/24 провел 31 игру в регулярном чемпионате и набрал 13 (8+5) баллов. 19 декабря 2023 года сделал хет-трик в гостевом матче против «Авангарда» (4:0). В плей-офф сыграл 2 матча и забил 1 гол. Летом 2024 года «Ак Барс» расторг контракт со Свечниковым по соглашению сторон.